# Pierre Huylenbroeck
Pierre Huylenbroeck (Etterbeek, 14 maart 1968) is een Belgisch econoom, auteur, journalist, redacteur en uitgever.

## Levensloop
Huylenbroeck studeerde af als handelsingenieur aan de VUB in 1991. 
In 1991 ging hij aan de slag bij Indosuez Bank. In 1993 ging hij aan de slag bij De Financieel-Economische Tijd (sinds 2003 De Tijd), waar hij achtereenvolgens journalist, chef 'markten & conjunctuur', chef 'geld & beleggen en nieuwsmanager was. Op 1 mei 2009 volgde hij Frank Demets op als hoofdredacteur van De Tijd, een functie die hij uitoefende tot 31 augustus 2011. Hij werd in deze hoedanigheid opgevolgd door Isabel Albers. Huylenbroeck werd vervolgens 'senior writer' bij de krant en legde zich toe op de berichtgeving over financiën en bedrijven.
In 2014 schreef hij de column 'Huylenspiegel' in Beste Belegger, het magazine van de Vlaamse Federatie van Beleggers (VBF). Van deze organisatie is hij tevens bestuurder. Heden is Huylenbroeck uitgever van Mister Market Magazine.